# Sarpsborgs kommun
Sarpsborgs kommun (norska: Sarpsborg kommune) är en kommun i Østfold fylke i sydöstra Norge. Centralort är staden Sarpsborg, som ingår i den sammanväxta tätorten Fredrikstad/Sarpsborg.

## Administrativ historik
Sarpsborgs kommun upprättades 1839 genom utbrytning ur Tune kommun. Detta i samband med att den gamla staden Sarpsborg åter igen hade fått stadsprivilegier. Den nybildade stadskommunen hade 1 325 invånare vid upprättandet.
Mellan 1884 och 1980 genomfördes ett antal gränsregleringar där olika områden successivt fördes över från Tune kommun till Sarpsborgs kommun:
- 1 januari 1884: obebott område
- 1 januari 1912: bebott område (696 invånare)
- 1 juli 1925: bebott område (1008 invånare)
- 1 juli 1957: bebott område (66 invånare)
- 1 januari 1980: bebott område (10 invånare)

Den 1 januari 1992 gick kommunerna Skjeberg och Tune samt huvuddelen av Varteigs kommun upp i Sarpsborgs kommun. Kommunen ökade då från 11 826 invånare före sammanslagningen till 46 608 invånare efter. Kommunkoden ändrades samtidigt från 0102 till 0105.

## Kommunvapen
Blasonering: På gull bunn en gående svart bjørn over en svart borg.
(I fält av guld en gående svart björn varunder en svart borg.)
Kommunvapnet godkändes genom kunglig resolution den 11 mars 1966. Vapnet är en fritt tolkad rekonstruktion av den medeltida staden Sarpsborgs sigill. Det är enbart känt från en efterlikning från 1500-talet. Slottet anspelar på stadens nav medan björnen är hämtad från vapnet till Alv Erlingsson, som på 1280-talet kallades Sarpsborgs jarl.

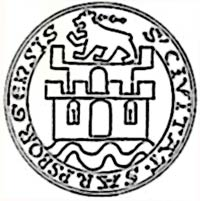
Alv Erlingssons sigill, vars motiv Sarpsborgs kommunvapen bygger på.

### Vapen för tidigare kommuner inom den nuvarande kommunen

Skjeberg (1986–1991)
Tune (1977–1991)
Varteig (1979–1991)

## Tätorter
I Sarpsborgs kommun finns sju tätorter:
- Fredrikstad/Sarpsborg (omfattar centralorten Sarpsborg)
- Hasle
- Høysand
- Ise
- Jelsnes
- Skivika (större delen i Fredrikstads kommun)
- Skjeberg

Orterna Stikkaåsen och Ullerøy har tidigare räknats som tätorter men uppfyller inte längre kriterierna.

## Socknar
Inom Norska kyrkan är Sarpsborgs kommun indelad i nio socknar:
- Greåkers socken
- Hafslunds socken
- Holleby socken
- Sarpsborgs socken
- Skjebergdalens socken
- Solli socken
- Søndre Skjebergs socken
- Tune socken
- Varteigs socken

Socknarna ingår i Søndre Borgesyssels prosteri i Borgs stift.

## Vänorter
Kommunen har följande vänorter:
| - - Betlehem, Palestinska myndigheten - - Berwick-upon-Tweed, Northumberland, Storbritannien - - Södertälje, Stockholms län, Sverige | - - Grand Forks, North Dakota, USA - - Struer, Midtjylland, Danmark - - Forssa, Egentliga Tavastland, Finland |